# Detunătura
„Detunătura” („A Sound of Thunder”) este o povestire științifico-fantastică din 1952 scrisă de Ray Bradbury despre efectul fluturelui: uciderea unei singure insecte cu milioane de ani în trecut schimbă drastic lumea. Povestirea a inspirat filmul din 2004 Zbor de Fluture, în care micile schimbări ale protagonistului în trecut au ca efect schimbări extreme. Filmul Vânătoare fatală (A Sound of Thunder) din 2005 este bazat pe această povestire.
Apărută inițial în numărul din 28 iunie 1952 al publicației Collier's, această povestire a ajuns în anul 1984 să fie cea mai reeditată povestire science fiction. Ea are la bază conceptul care a fost denumit ulterior efectul fluture.

## Prezentare
În anul 2055, într-o vreme când mașina timpului a fost inventată, un grup de turiști călătoresc în perioada dinozaurilor într-un safari care să conducă la uciderea unui Tyrannosaurus rex. Ei sunt avertizați să nu calce în afara potecii stabilite, dar vederea dinozaurului îl sperie pe unul dintre ei și acesta calcă în noroiul de lângă potecă. Saurianul este împușcat cu câteva clipe înainte ca el să fie strivit de copacul care trebuia să îl omoare în cursul firesc al istoriei.
Reveniți în timpul lor, călătorii constată mici schimbări în societate, cum ar fi alterarea limbii engleze sau schimbarea câștigătorului alegerilor prezidențiale. Turistul care călcase lângă potecă, Eckels, observă atunci că în noroiul de pe cizma lui se află și un fluture mort, acea alterare minoră a trecutului având repercusiuni asupra prezentului.

## Legături externe
- en  Istoria publicării lucrării Detunătura la Internet Speculative Fiction Database
- A Sound of Thunder  la Internet Movie Database

## Vezi și
- Călătoria în timp în ficțiune
- 1952 în științifico-fantastic
- Aici sunt tigri (1962) (titlu original R is for Rocket)